# Colonne Marceau
Pour les articles homonymes, voir Marceau.
La colonne Marceau est un monument rendant hommage au général français François Séverin Marceau (1769-1796) situé place Marceau à Chartres, ville natale du général, dans le département français d'Eure-et-Loir en région Centre-Val de Loire.

## Historique
Le 1er vendémiaire an X (23 septembre 1801), cinq ans après sa mort, une colonne en forme d'obélisque, surmontée d'une urne cinéraire,  est inaugurée sur la place du Marché-Neuf, qui est rebaptisée de son nom, ainsi que la rue du Chapelet la rejoignant, Marceau y étant né au no 20.
Le monument est l’œuvre de Laurent Morin, architecte, et Charpentier, sculpteur ornemaniste, qui orne le monument de trophées décoratifs sur ses quatre faces.
Contrairement aux nombreux projets d'architecture révolutionnaire « de papier », car non réalisés faute d'argent, cet édifice est le « premier monument à la mémoire d'un grand homme érigé dans l'espace public et conservé dans la région Centre-Val de Loire ». Les pierres utilisées pour sa construction sont celles de l'église Saint-Saturnin, située précédemment sur cette place et détruite en 1793, dans laquelle Marceau a été baptisé le 1er mars 1769.
En 1840, la municipalité envisage de détruire la colonne pour la remplacer par un monument à Marceau. Face au mécontentement de la population, la statue est finalement inaugurée place des Épars en 1851.
En 2015, à l'occasion de la réfection de la place, la colonne est privée de son socle en pierre de Berchères, jugé « surdimensionné », et déplacée de huit mètres vers le sud, libérant ainsi de la place aux terrasses de cafés. 
La colonne et son piédestal sont inscrits au titre des monuments historiques par arrêté du 23 mars 2017.

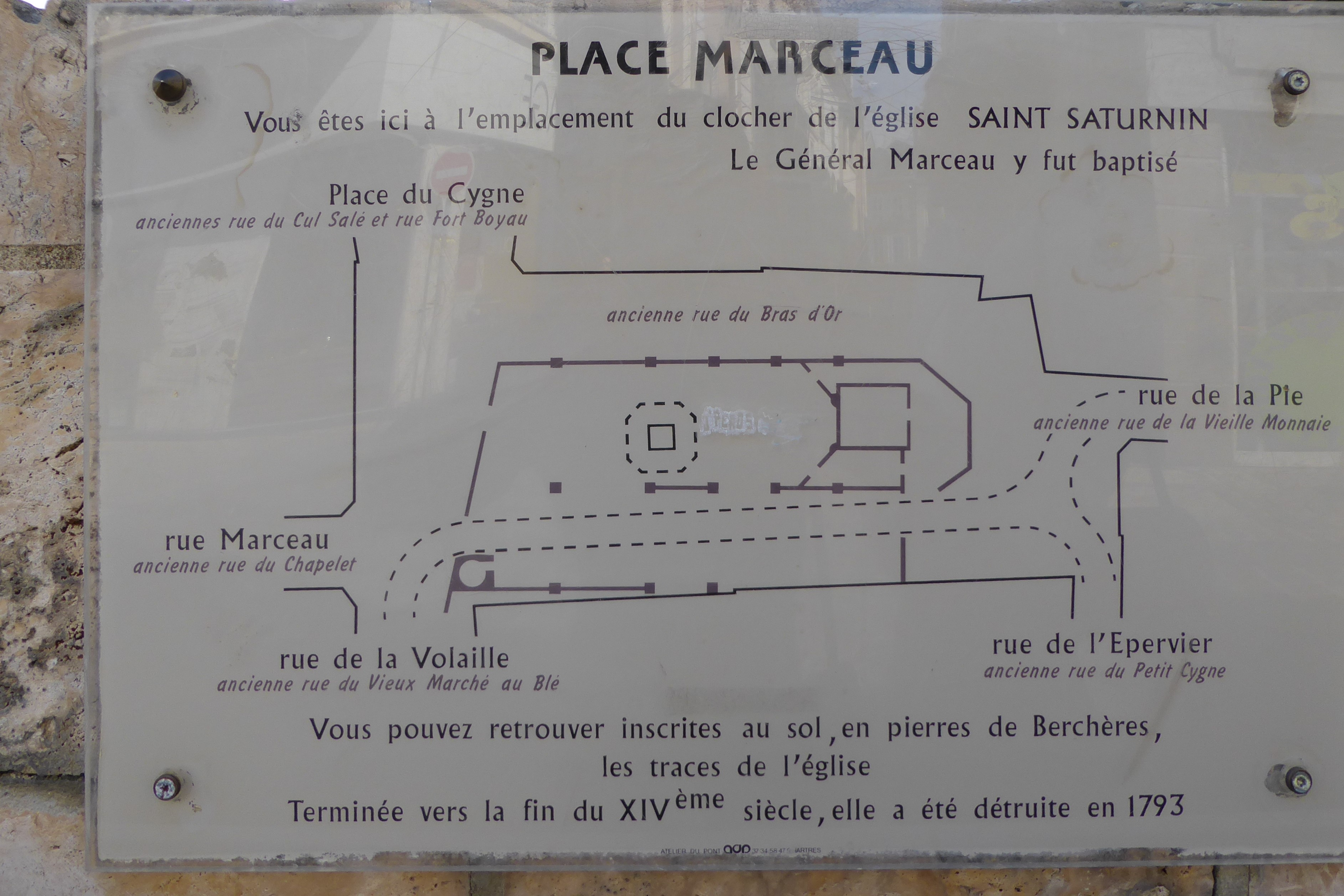
Plan de l'église Saint-Saturnin et de la place Marceau avant 1793.
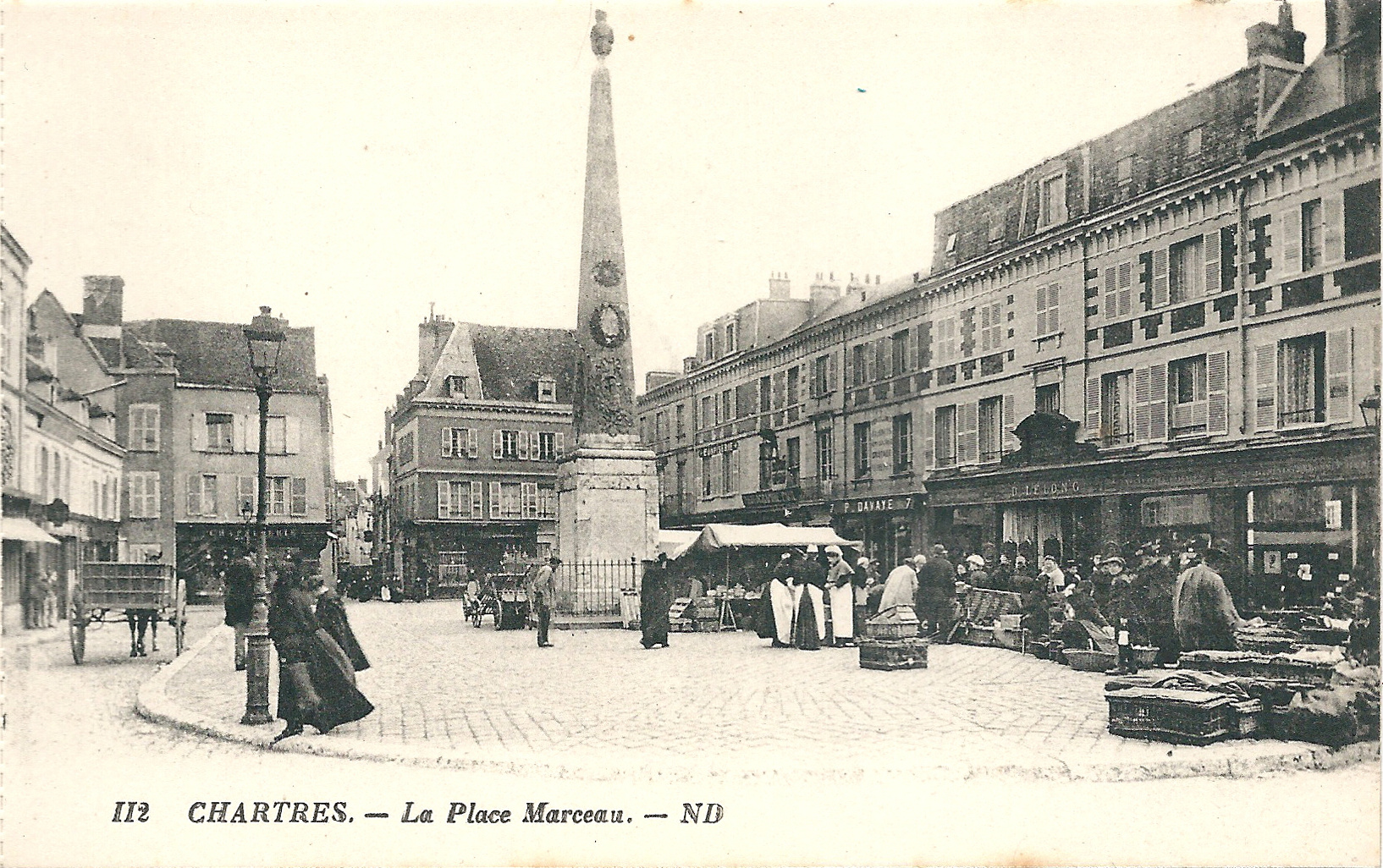
La place Marceau en 1914.

## Description
La colonne est coiffée d'une urne funéraire et composée de pierres de Saint-Leu.
Dans sa partie inférieure et sur chacune de ses quatre faces, ont été sculptés par Charpentier des motifs décoratifs symbolisant la guerre, le commerce, les arts et les sciences.
Le piédestal de cette colonne présente quatre cartouches relatant les dates de son parcours dans les armées révolutionnaires françaises, ainsi que les circonstances de sa mort et de ses funérailles :
- À l'est :

« Il naquit à Chartres le Ier mars 1769 - Soldat à seize ans - Général à vingt-quatre - Il mourut à vingt-sept »
- Au sud :

« Armée de l'Ouest 8 frimaire an II (28 novembre 1793) 10 nivôse an II (30 décembre 1793) - Armée des Ardennes 25 germinal an II (14 avril 1794) - Armée de Sambre-et-Meuse 15 messidor an II (3 juillet 1794) » ;
- Au nord :

« Blessé mortellement à Hoetsbach il expira à Altenkirchen le 4 jour complémentaire an IV (20 septembre 1796). Les généraux autrichiens renvoyèrent son corps à l'armée française et lui rendirent les honneurs funèbres dans leur camp » ;
- À l'ouest :

« A Marceau la ville de Chartres par les soins de J.F. Delaistre préfet d'Eure-et-Loir V. Chevard maire le 1er vendémiaire an X (23 septembre 1801), IIe année du consulat de Bonaparte » ;

Les cartouches du monument
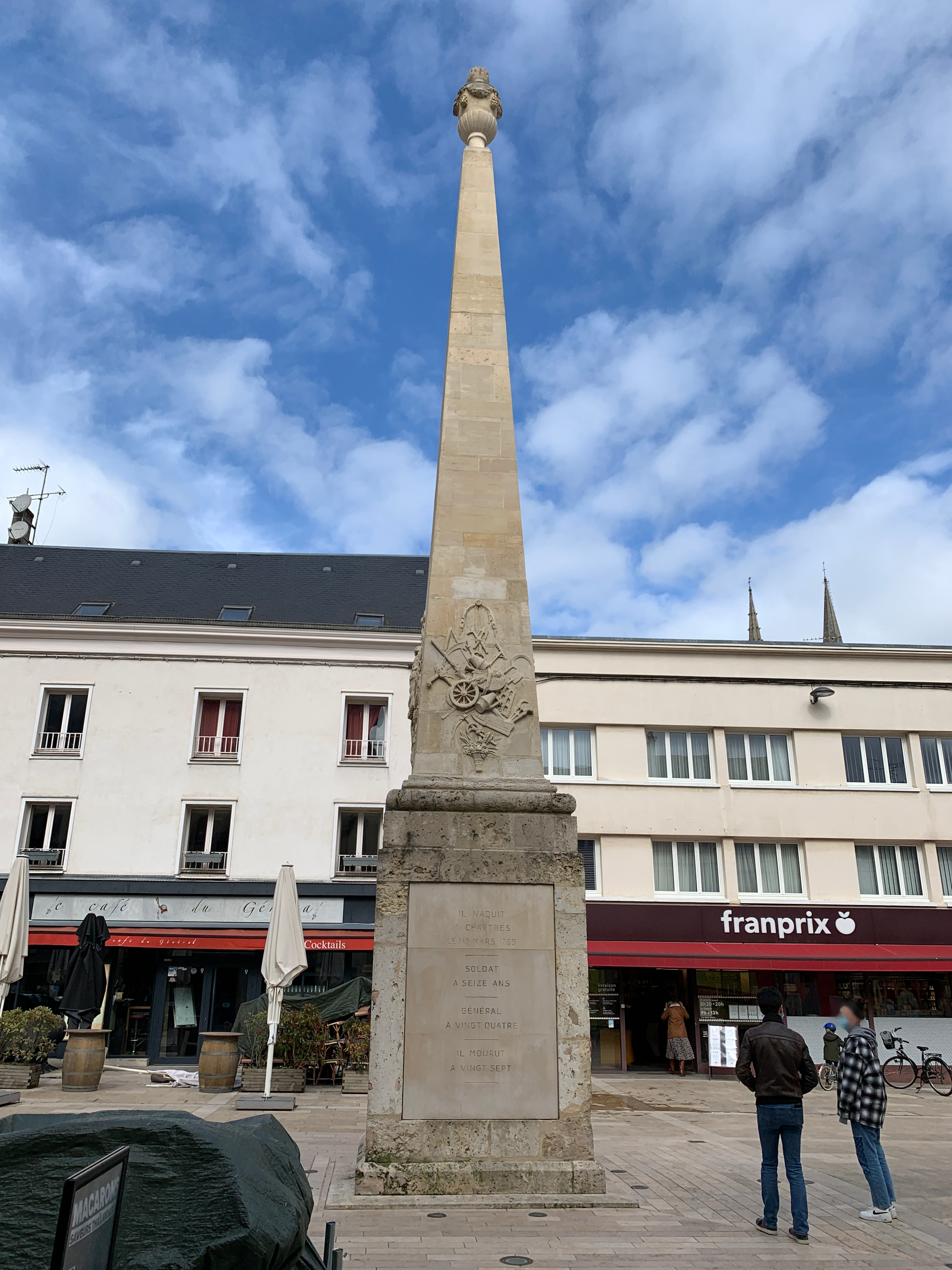
Vue générale.
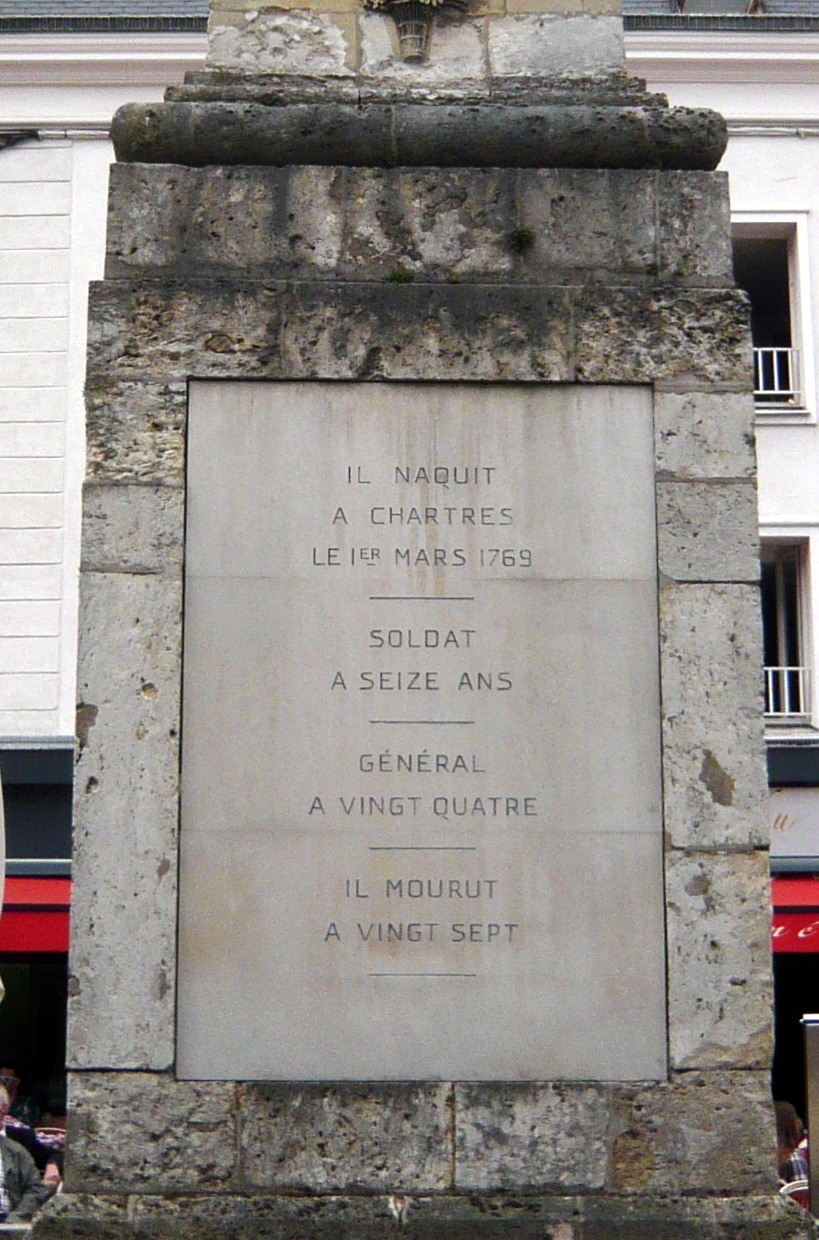
Cartouche est.
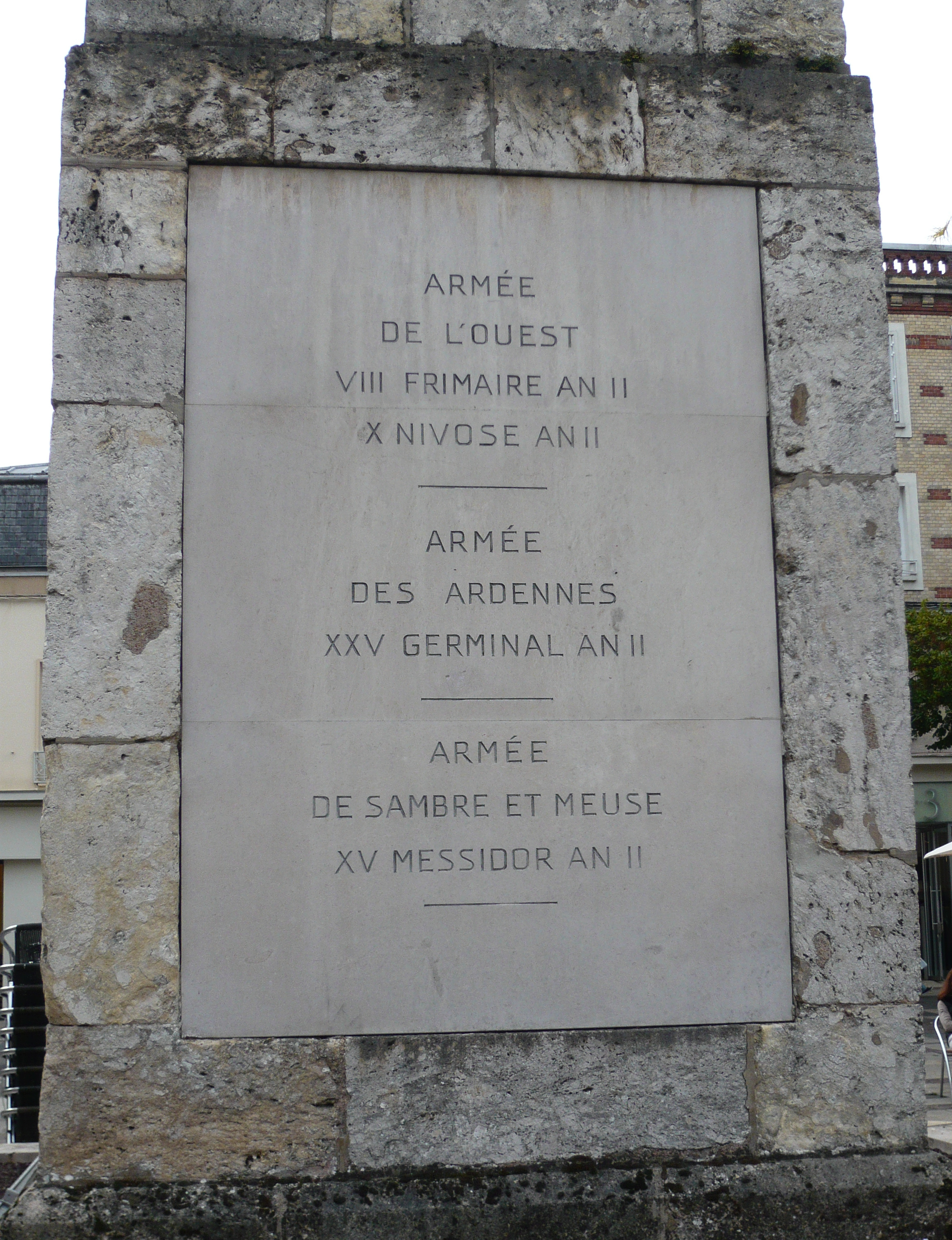
Cartouche sud.
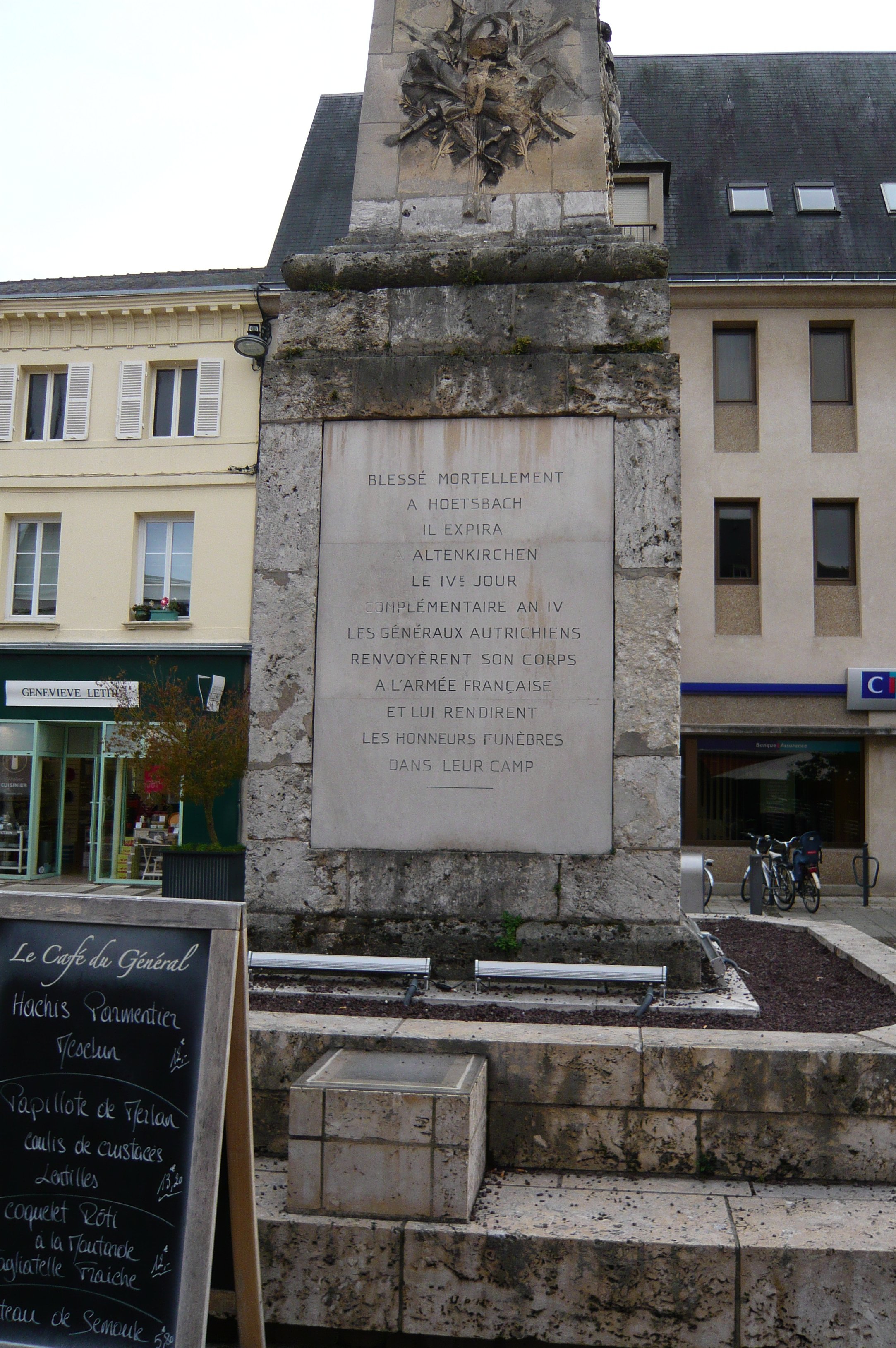
Cartouche nord.
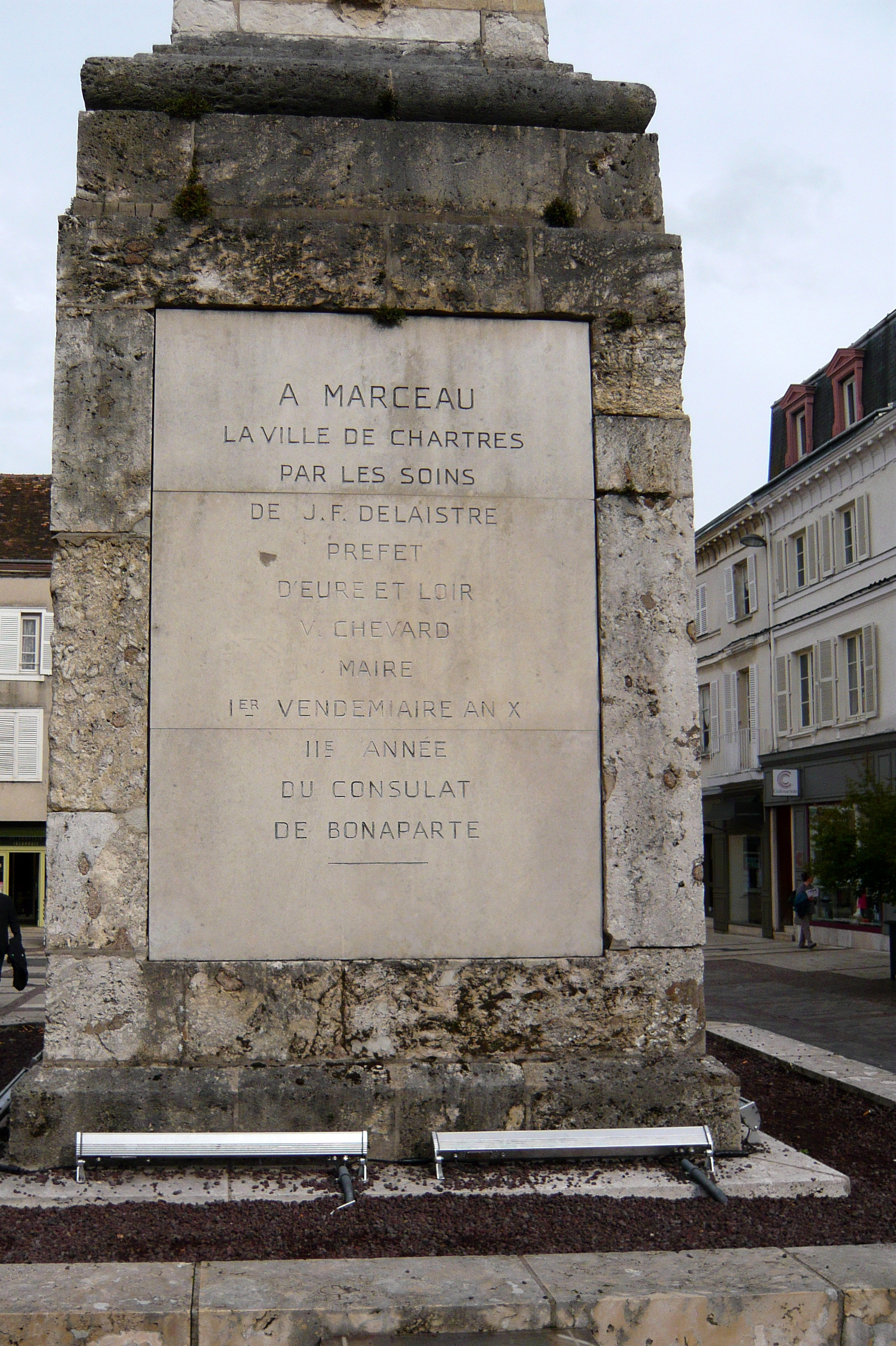
Cartouche ouest.